# Love Happy
Love Happy és una pel·lícula de comèdia musical estatunidenca de 1949, estrenada per United Artists, dirigida per David Miller i protagonitzada pels germans Marx (Groucho, Harpo i Chico) en el seu tretzè i últim llargmetratge, així com una aparició memorable d'una llavors relativament desconeguda Marilyn Monroe.
La pel·lícula, produïda per l'antiga estrella del cinema mut Mary Pickford, compta amb Groucho Marx en un paper més petit de l'habitual, amb un repartiment secundari que inclou Ilona Massey, Vera-Ellen, Paul Valentine, Marion Hutton, Raymond Burr, Bruce Gordon (en el seu debut cinematogràfic), Eric Blore, a més de l'esmentada aparició de Marilyn Monroe en una curta seqüència amb Groucho.
La trama va ser escrita per Frank Tashlin i Mac Benoff, basada en una història de Harpo.

## Argument
El detectiu privat Sam Grunion porta onze anys a la recerca dels valuosos diamants Royal Romanoff, i la seva investigació el porta a un grup d'intèrprets en dificultats, liderats per Mike Johnson, que estan intentant muntar una revista musical anomenada Love Happy.
Grunion assenyala que els joves ballarins empobrits es moririen de fam si no fos pel dolç i silenciós Harpo, a Herbert & Herbert, una botiga de menjar gurmet que també trafica amb diamants robats. Harpo ajuda amablement les dones amb les bosses de la compra, mentre roba queviures i els emboteix a les butxaques de la seva llarga gabardina. Quan arriba l'elegant Madame Egelichi, el gerent de la botiga Lefty Throckmorton li diu que han entrat "les sardines". Harpo s'endinsa al soterrani i observa com en Lefty desempaqueta amorosament una llauna de sardina marcada amb una creu de Malta i treu la llauna de la butxaca d'en Lefty, substituint-la per una altra sense marca. Madame Egelichi, que ha passat per vuit marits en tres mesos en la seva recerca dels diamants Romanoff, està furiosa quan Lefty porta la llauna equivocada. Quan Lefty recorda haver vist Harpo al soterrani, li ordena que truqui a la policia i ofereixi una recompensa de 1.000 dòlars per la seva captura.
Mentrestant, al teatre, l'animador a l'atur Faustino the Great demana a Mike una feina com a lector de ment, i quan l'enginyosa improvisació de Faustino impedeix que el patrocinador de l'espectacle, el Sr. Lyons, aturi l'escenografia, Mike el contracta agraït. Harpo, que està secretament enamorada de la ballarina Maggie Phillips, la xicota de Mike, li dona la llauna de sardines i ella diu que se les menjarà l'endemà. Un policia veu Harpo dins del teatre i el porta a Madame Egelichi, que lliura Harpo als seus secuaços, Alphonse i Hannibal Zoto. Després de tres dies d'interrogatori, Harpo encara refusa parlar i, quan es queda sol, truca al Faustino al teatre, utilitzant la botzina de la bicicleta que porta a la butxaca per comunicar-se. Madame Egelichi escolta l'extensió mentre Faustino declara que hi ha moltes sardines al teatre, i ella hi va de seguida.
Mentrestant, Mike acaba de dir-li a la troupe que no tenen prou diners per obrir quan Madame Egelichi arriba i s'ofereix a finançar l'espectacle. Mike cancel·la els seus plans per portar a Maggie per al seu aniversari perquè ell i el seu nou patrocinador puguin discutir els arranjaments. Al carreró de l'exterior del teatre, Harpo, després d'haver escapat de la suite de Madame Egelichi, troba els diamants a la llauna de sardines que havien estat tretes per a un gat i se'ls posa a la butxaca. Quan troba la Maggie plorant al seu vestidor, Harpo la porta a Central Park, on li toca l'arpa i li regala els diamants com a regal d'aniversari.
La nit de l'estrena de l'espectacle, Grunion rep la visita d'un agent de la família Romanoff, que amenaça de matar-lo si no troba els diamants en una hora. Al teatre, Lefty i els germans Zoto espien per una finestra mentre la Maggie es posa el collaret de diamants, però Mike li demana que no el porti i li promet comprar-li un anell de compromís. Mentre es fan un petó, la Maggie es treu el collaret i el deixa caure a les cordes del piano. El teló s'aixeca, i quan Harpo veu en Lefty i els germans Zoto amenaçant la Maggie, els distreu amb una bisuteria i els porta fins al terrat. Mentrestant, a l'escenari, Faustino toca el piano, i quan toca les tecles amb força, el collaret de diamants vola a l'aire, cridant l'atenció de Madame Egelichi, que mira des del públic. Faustino agafa els diamants i corre cap al terrat per ajudar en Harpo. Madame Egelichi apareix amb una pistola i demana el collaret, però Faustino li dona els diamants falsos. Després de lligar a Lefty i als Zotos i recuperar els diamants reals, Harpo es troba amb Grunion, que s'ha amagat al terrat. Harpo deixa caure els diamants a la butxaca d'en Grunion, però després els roba quan Madame Egelichi comença a allunyar-se amb el detectiu.
Més tard, a la seva oficina, Grunion comenta que Harpo va desaparèixer amb els diamants, sense adonar-se mai del seu veritable valor. Grunion interromp la seva història per rebre una trucada telefònica de la seva dona, que resulta ser l'antiga Madame Egelichi.

## Repartiment
- Harpo Marx com a Harpo
- Chico Marx com a Faustino the Great
- Groucho Marx com el detectiu Sam Grunion
- Vera-Ellen com a Maggie Phillips
- Ilona Massey com a Madame Egelichi
- Paul Valentine com a Mike Johnson
- Marion Hutton com a Bunny Dolan
- Leon Belasco com el Sr. Lyons
- Melville Cooper com a Lefty Throckmorton
- Raymond Burr com a Alphonse Zoto
- Bruce Gordon com a Hannibal Zoto
- Eric Blore com a Mackinaw
- Marilyn Monroe com a clienta de Grunion
- Otto Waldis com a Ivan (sense acreditar)

## Números musicals
La pel·lícula té una partitura musical i una lletra d'Ann Ronell, amb una versió de ball noir i animada d'un número del musical Sadie Thompson. La peça inclou Vera-Ellen i l'antic ballarí de ballet Paul Valentine com un dels marines dels Estats Units en una illa del Pacífic Sud.
Chico interpreta un duet a "Gypsy Love Song" amb l'actor i músic Leon Belasco com el Sr. Lyons, el propietari de l'escena i el vestuari. Belasco, al violí, comença a tocar molts trins elegants fins que en Chico diu: "Look, Mista Lyons, I know you wanna make a good impression – but please, don't play better than me!" (Mira, Senyor Lyons, sé que vols fer una bona impressió, però si us plau, no toquis millor que jo!") Chico va tocar aquesta mateixa melodia a la primera pel·lícula de Marx Bros. The Cocoanuts 20 anys abans, el 1929.

### Cançons
| Títol                              | Intèrpret(s)                                               | Notes                                                 |
| ---------------------------------- | ---------------------------------------------------------- | ----------------------------------------------------- |
| "Love Happy"                       | Cantat per Marion Hutton (amb cor i ballat per Vera-Ellen) | Repetició de ball de Paul Valentine                   |
| "Willow Weep for Me"               | Ballat per Vera-Ellen (i cor d'homes)                      | Arranjament instrumental                              |
| "Moltes felicitats"                | Harpo Marx (a l'arpa)                                      | -                                                     |
| "Who Stole the Jam?"               | Cantada per Marion Hutton                                  | -                                                     |
| "Gypsy Love Song"                  | Chico Marx (al piano) Leon Belasco (al violí)              | -                                                     |
| "Old Folks at Home (Swanee River)" | Harpo Marx (a l'arpa)                                      | -                                                     |
| "Polonesa en la bemoll, op. 53"    | Chico Marx (al piano)                                      | -                                                     |
| "Rock-a-Bye Baby"                  | -                                                          | En l'escena en què Harpo es balanceja sobre el pèndol |

## Producció
Love Happy va ser concebut originalment com un vehicle en solitari per a Harpo sota el títol de Diamonds in the Sidewalk, Chico, que normalment necessitava diners a causa de la seva addicció al joc de tota la vida, també es va involucrar en el projecte. Una vegada que Chico va entrar, no es va poder obtenir finançament per a la pel·lícula tret que els tres germans Marx hi apareguessin, de manera que Groucho va acceptar aparèixer a la pel·lícula. Love Happy va ser l'última pel·lícula produïda per Mary Pickford.
Groucho apareix a la pel·lícula sense els seus habituals bigotis i celles pintades amb greix; en aquest moment de la seva carrera, s'havia fet créixer un bigoti real i ja no veia necessària la pintura de greix. Comparteix breument la pantalla amb Harpo (els tres no apareixen junts en cap escena) durant el clímax de la pel·lícula i principalment proporciona una narració englobadora quan no hi ha seqüències disponibles. Groucho va evitar esmentar la pel·lícula a la seva autobiografia, Groucho and Me publicada el 1959, pel que sembla en aquell moment considerant A Night in Casablanca (1946) com la seva darrera pel·lícula junts. Va reconèixer la pel·lícula en entrevistes posteriors per a The Marx Brothers Scrapbook (1974) i en el seu llibre posterior, The Groucho Phile: An Illustrated Life (1976). A causa de la naturalesa encapsulada de les escenes de Groucho, s'havia suposat que la seva presència a la pel·lícula havien estat un afegit. Tanmateix, les cartes de Groucho descobertes posteriorment mostren que se li va demanar que formés part del projecte des de les seves primeres etapes, entre 1946 i 1947.
La producció es va quedar sense diners al final del rodatge, de manera que els productors van demanar publicitat a diverses empreses per completar la pel·lícula. Aquesta forma única de col·locació de producte (bastant rara en aquella època) es va presentar a la persecució del terrat al voltant de les cartelleres publicitàries.

## Recepció crítica
Els seguidors i els crítics de Marx generalment consideren Love Happy com la més feble de totes les pel·lícules dels germans Marx en què van ser els protagonistes. (La pel·lícula de 1956 The Story of Mankind també té una qualificació molt baixa entre els seguidors dels germans Marx, però aquest només fan cameos individuals curts en aquesta pel·lícula.)
A l'editorial de primera plana del 8 d'octubre de 1949, així com a la seva revisió de la pel·lícula en el mateix número, la revista comercial Harrison's Reports, que sempre desaprovava qualsevol pel·lícula que mostrés productes de marca, va criticar severament la pel·lícula per la seva persecució al terrat entre les cartelleres que promocionen Baby Ruth, General Electric, Fisk Tires, rellotges Bulova, cigarretes Kool, Wheaties i gasolina Mobil.
Al final del seu episodi del 8 de març de 1950 del seu programa de ràdio You Bet Your Life, Groucho promociona la pel·lícula sense ganes com "Harpo, Chico, i jo expliquem alguns acudits i actuem. És molt educatiu". En anys posteriors, a Today, Groucho la va descartar com una "pel·lícula terrible", mentre parlava de la impressió duradora que va fer Marilyn Monroe durant la seva prova de pantalla.